# Паркър (Аризона)
Вижте пояснителната страница за други значения на Паркър.
Паркър (на английски: Parker) е град в окръг Ла Паз, щата Аризона, САЩ. Паркър е с население от 3181 жители (2007) и обща площ от 57 km². Намира се на 129 m надморска височина. ЗИП кодът му е 85344, а телефонният му код е 928.